# Marktgemeinde
Eine Marktgemeinde oder ein Markt ist ein Ort mit Marktrecht; in Bayern, Österreich und Südtirol ist es eine kommunalrechtliche Bezeichnung für eine Gemeinde mit einem entweder historischen oder formell verliehenen Marktrecht. Die Führung des Wortes „Markt“ im Gemeindenamen, zum Beispiel Markt Allhau oder Markt Schwaben, ist nicht erforderlich, wird aber vereinzelt praktiziert. In anderen Fällen sind die Bezeichnung Markt und der ursprüngliche Ortsname fest zusammengewachsen, wie beispielsweise Marktbergel.

## Bayern

Ortstafeln bayerischer Marktgemeinden
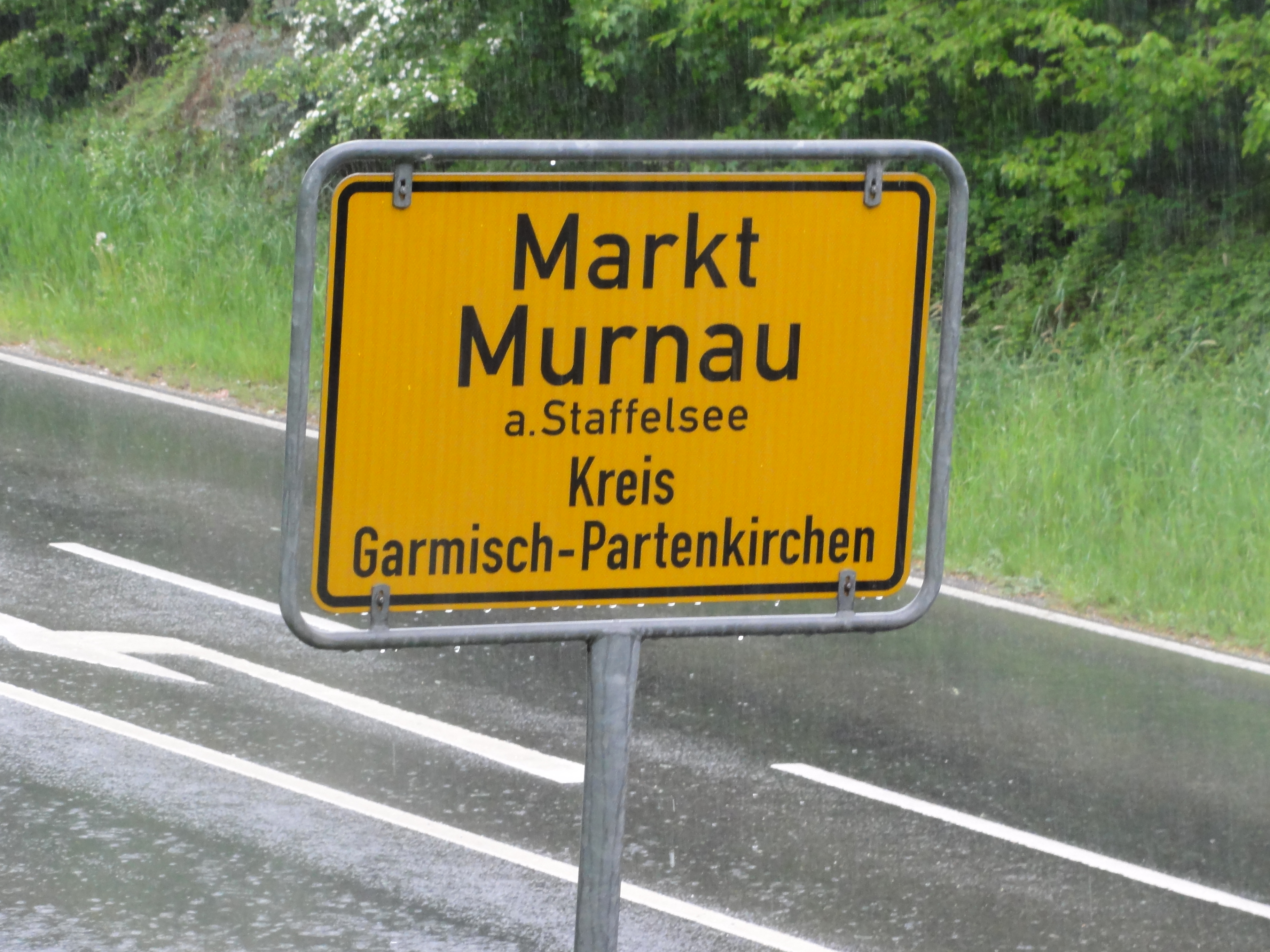
Markt Murnau am Staffelsee
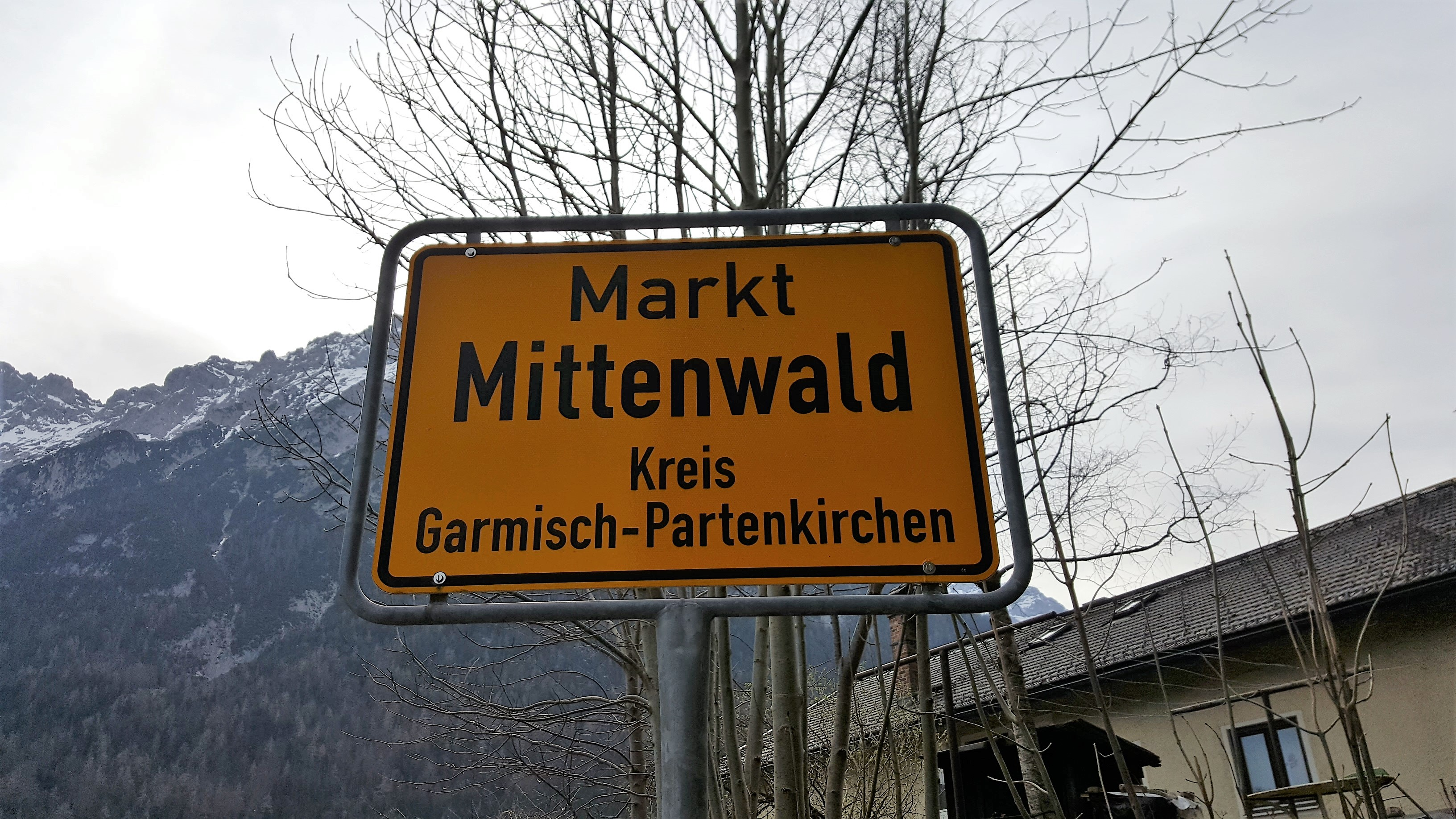
Markt Mittenwald

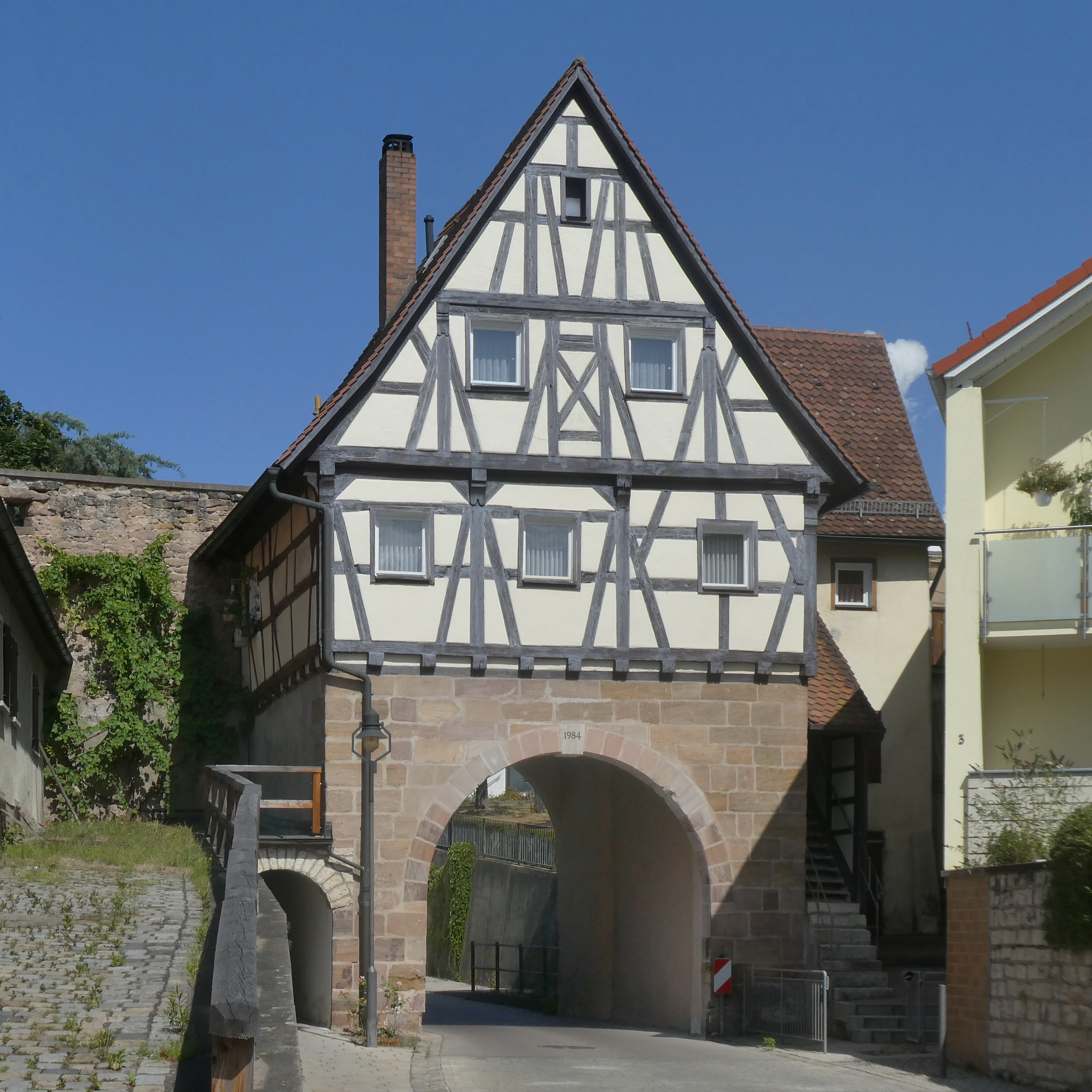
Das Spalter Tor im Markt Pleinfeld als Beispiel eines Marktes mit Stadttor und Stadtmauer

Vom Mittelalter bis ins 18. Jahrhundert hinein wurde Orten das Marktrecht verliehen, die städtisch geprägt, aber nicht so groß waren. Meist ging das Marktrecht mit der Verleihung anderer Rechte einher, wie etwa dem Wappen- und Siegelrecht. Ein weiterer Unterschied zu den damaligen Städten war, dass sie nicht mit einer Stadtmauer, sondern nur mit einem Wall mit einem Palisadenzaun darauf umgeben waren. Jedoch hatten sie wie die Städte Torbauten. Im heutigen Freistaat Bayern kann das Bayerische Innenministerium nach Artikel 3 der Gemeindeordnung eine Gemeinde zum „Markt“ erheben. Die Bezeichnung Markt ist eine Besonderheit des bayerischen Kommunalrechts, die es zwar im benachbarten Österreich (siehe unten), nicht aber in anderen deutschen Bundesländern gibt. Sie hat nichts mehr mit dem Recht zu tun, regelmäßig Märkte abhalten zu können, vielmehr bescheinigt sie dem Ort eine gewisse Zentralität, eine Bedeutung für die umliegenden Gemeinden, insbesondere als Angebotsort von Dienstleistungen, aufgrund der zentralen Lage, Größe oder als Sitz von überörtlichen Einrichtungen. Damit ist ein Markt eine Zwischenstufe zwischen Gemeinde und Stadt und lässt sich folglich mit der Minderstadt vergleichen.
In Bayern gibt es 386 Märkte (Stand: 31. März 2009). Jüngster Markt in Bayern ist Ruhstorf an der Rott, das diese Bezeichnung am 29. November 2008 erhielt. Zu den ältesten Marktgemeinden Bayerns gehören Hengersberg und Kreuzwertheim (Marktrechtsverleihung bei beiden Orten im Jahr 1009). Bevölkerungsreichste Gemeinde mit Marktrecht, die nicht zu einer Stadt erhoben worden ist, ist Garmisch-Partenkirchen mit etwa 26.000 Einwohnern. Kleinste Marktgemeinde Bayerns ist Gelchsheim mit rund 800 Einwohnern. Aufgrund ihrer Einwohnerzahl sind die meisten Marktgemeinden als Landstadt oder kleinere Kleinstadt einzuordnen und stellen oftmals ein Grundzentrum zur Versorgung mit Gütern des täglichen Bedarfs dar.
Ähnlich wie Landeshauptstadt oder Universitätsstadt ist „Markt“ nicht Bestandteil des Ortsnamens. Ausnahmen sind Markt Berolzheim (WUG), Markt Bibart (NEA), Markt Einersheim (KT), Markt Erlbach (NEA), Markt Indersdorf (DAH), Markt Nordheim (NEA), Markt Rettenbach (MN), Markt Schwaben (EBE), Markt Taschendorf (NEA) und Markt Wald (MN).
Dadurch kann es zu Verwechselungen kommen, zum Beispiel zwischen den Orten Markt Offingen (GZ) und Marktoffingen (NÖ), die beide im bayrischen Regierungsbezirk Schwaben liegen.
Gemeinden verlieren auch ihr Recht, die Bezeichnung Markt zu führen, wenn sie zur Stadt erhoben werden (z. B. Erhebung des Marktes Stadtbergen zur Stadt am 12. Mai 2007) oder weil die Gemeinde aufgelöst und in einen anderen Ort eingemeindet wurde (z. B. geschehen mit Stopfenheim und Oberföhring). Wenn die Bezeichnung Markt ein fester Bestandteil des Ortsnamens geworden ist, kann dieser aber so bestehen bleiben, wie bei der Stadt Marktoberdorf, deren ursprünglicher Ortsname Oberdorf war. Bei einer Fusion mehrerer Gemeinden kann das Marktrecht eines Ortsteils auf die neue Gesamtgemeinde übertragen werden, geschehen bei Marktrodach und Mallersdorf-Pfaffenberg. Auch beim Aberkennen des Stadtrechts kann eine Herabstufung auf die nächstniedrige Stufe der Marktgemeinde geschehen wie etwa bei Altomünster, Thüngen und Stadtlauringen.
In bayerischen Marktgemeinden trägt der Gemeinderat offiziell die Bezeichnung Marktgemeinderat. Analog dazu existieren die Begriffe Marktbefestigung für die Befestigungsanlage mit Mauern, Wehren und Toren sowie Marktgliederung für die Gliederung der Gemeinde in Ortsteilen. Zentraler Platz einer Marktgemeinde ist der Marktplatz. Vereinzelt können auch Städte und Orte ohne Markt- oder Stadtrecht einen Marktplatz aufweisen.

## Hessen
Marktgemeinden gibt es in den Landkreisen Fulda (Burghaun, Eiterfeld und Hilders) und Hersfeld-Rotenburg (Niederaula, Haunetal und Philippsthal (Werra)). Die Bezeichnung „Marktgemeinde“ wird hier als amtliche Zusatzbezeichnung zum Gemeindenamen durch das Hessische Ministerium des Innern verliehen.

## Nordrhein-Westfalen
Waldbröl führt den Namen Marktstadt.

## Österreich
Marktgemeinde ist in Österreich ein Titel, der einer Gemeinde verliehen werden kann. Höherrangig ist der Titel der Stadtgemeinde. Städte mit eigenem Statut haben einen besonderen Status, da sie zugleich die Bezirksverwaltung übernehmen.
Zur Marktgemeinde erhoben werden – abgesehen von einem vorhandenen Marktrecht von alters her – etwa „Gemeinden, denen besondere Bedeutung zufolge ihrer geografischen Lage und ihres wirtschaftlichen Gepräges zukommt“. Die Entscheidung trifft die jeweilige Landesregierung aufgrund der entsprechenden Gemeindeordnung des Landes. Markterhebungen betrafen bis in die 1930er-Jahre (in Oberösterreich sogar bis 1965) nur die betreffende Ortschaft, nicht die gesamte Gemeinde. Daher wurden gelegentlich innerhalb einer Gemeinde mehrere Ortschaften als Märkte bezeichnet. So hat beispielsweise Naarn im Machlande in Oberösterreich zwei Marktorte, Naarn (der Gemeindehauptort) und Au an der Donau.
Die Erhebung zur Marktgemeinde erlaubt den Gemeinden die Führung der Bezeichnung „Markt“ oder „Marktgemeinde“, hat jedoch sonst keine rechtliche Bedeutung. Insbesondere ist auch das Recht zur Abhaltung von Märkten von der Erhebung zur Marktgemeinde unabhängig. Auch heute noch streben zahlreiche Gemeinden die Verleihung des Titels Marktgemeinde an, hauptsächlich zu repräsentativen Zwecken.
Vor der Gemeindereform von 1849 hoben sich Märkte z. B. im 17. Jahrhundert durch den Namen Markt, den Gebrauch eines Wappens, die Wahl von Richter und Rat, das Prädikat Bürger, die Errichtung eines Prangers, die zu Jahrmarktzeiten aufgesteckte Fahne und durch bürgerlichen Handel und Gewerbe von niederrangigeren Orten ab. Nach der Reform bestanden Unterschiede nur bei den Regelungen zur Verleihung des Bürger- und Ehrenbürgerrechts.
Listen der Marktgemeinden nach Bundesland:
- Burgenland
- Kärnten
- Niederösterreich
- Oberösterreich
- Salzburg
- Steiermark
- Tirol
- Vorarlberg

## Bannmarkt
Der Bannmarkt war in Bayern und Österreich ein Markt, dem die peinliche Gerichtsbarkeit verliehen war; die Bannstadt war eine solche Stadt.
Zur damaligen Definition siehe auch diese Quelle.
Der Name stammt vom mittelalterlichen Wortstamm pon-, pa(e)n-, poen-, vgl. „ein panmarkt, da man das lantgericht besizt mit unterschaid um erb und eigen, halsgericht, das ander zu richten hat der probst dem muͤß der lantrichter den stab ubergeben an der schran.“ (15. Jh., Geiselhering/Rockinger)
Bannmärkte waren in Bayern u. a.:
- Amberg[9]
- Bogen[10]
- Dachau[11]
- Dießen am Ammersee[12]
- Eschlkam[13]
- Hofkirchen?[13]
- Kötzing[13]
- Kösching[14]
- Markt Schwaben[15]
- Pfarrkirchen[13]
- Regen[13]
- Reichertshofen[16]
- Tölz[17]
- Viechtach[13]

Österreich
- Altheim (Oberösterreich)[18]
- Hainfeld (Niederösterreich)[19]
- Mödling (Niederösterreich)[20]
- Wels (Oberösterreich)[21]
- Zell am See (Salzburg)[22]